# ファルコン勲章
ファルコン勲章（ファルコンくんしょう、アイスランド語: Hin íslenska fálkaorða) は、1921年7月3日に、デンマークとアイスランドを統治したクリスチャン10世によって設立されたアイスランド唯一の騎士団勲章。アイスランドと人類への功績に対して授与され、5等級からなる。現在、叙勲はアイスランドの大統領の指名と「5人評議会」の指名に基づいて行われている。

## 沿革と叙勲
デンマーク国王クリスチャン10世は、1944年6月17日までアイスランドを統治した。1921年のアイスランド訪問中に、クリスチャン10世はアイスランド・ファルコン勲章を設立する王令を発布した。アイスランドが共和政に移行すると、1944年7月11日に騎士団に関する新しい法令が制定された。アイスランド共和国は、この騎士団のグランドマスターに、選挙で選出されるアイスランドの大統領を国王に代えて任命した。この勲章は、アイスランド国内のまたは国際的な功績に対して、アイスランド国民と他国民の両方に授与される場合がある。5人のメンバーからなる評議会が叙勲に関する勧告をグランドマスターに行い、グランドマスターが勲章を授与する。ただし、グランドマスターは勲章評議会からの推薦なしに勲章を授与することができる。その後、グランドマスターと勲章評議会の議長が特別許可証に署名し、受章者に与えられる。

## 等級
この勲章には5等級がある。

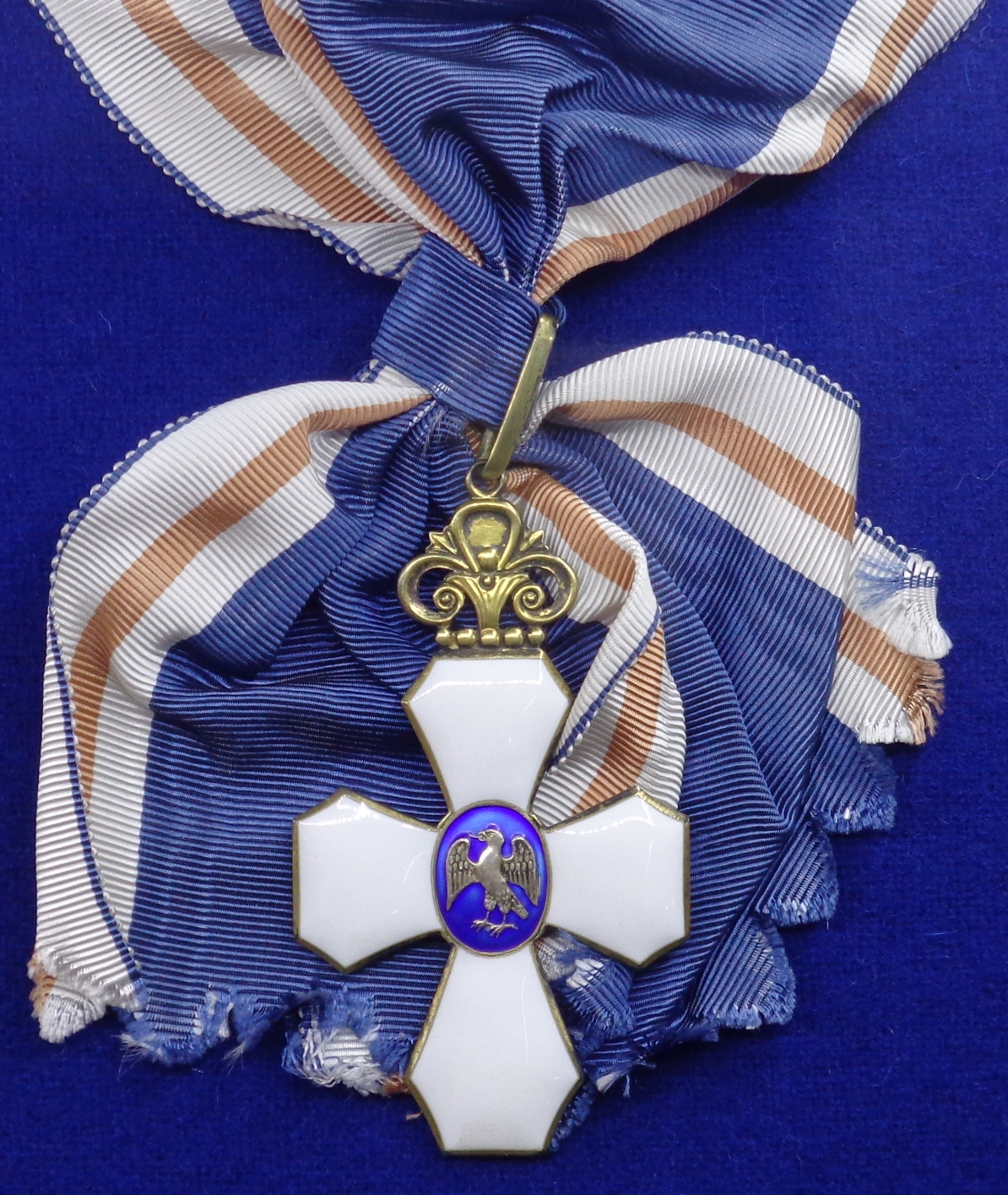
大十字章の綬と正章

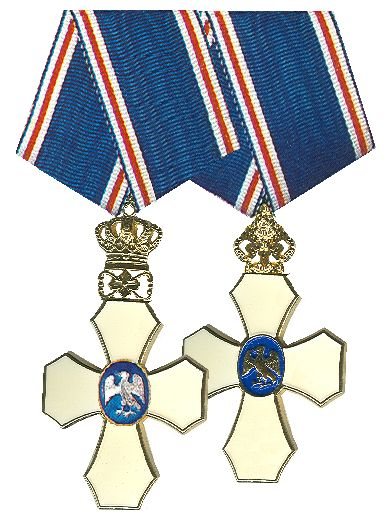
騎士十字章の現在の鈕（右）とかつての王冠形の鈕（左）

1. 大十字星章付き頸飾 (アイスランド語: Keðja ásamt stórkrossstjörnu) ※国家元首専用
2. 大十字章 (アイスランド語: Stórkross)
3. 星章付き大騎士十字章 (アイスランド語: Stórriddarakross með stjörnu)
4. 大騎士十字章 (アイスランド語: Stórriddarakross)
5. 騎士十字章 (アイスランド語: Riddarakross)

## 章飾
頸飾は金めっきの金属製。アイスランドの国章が描かれた連環と、白いハヤブサ（ファルコン）が描かれた青いエナメルの円板で構成されている。
正章は、白のエナメル加工が施された金めっきの十字架と、その中央に白いハヤブサが描かれた青いエナメルの円板が配される。
星章は銀色の八芒星。大十字章の場合は、正章の十字架が重ねて付けられる。星章付き大騎士十字章には、白いハヤブサが描かれた青いエナメルの円板が中央に付く。
綬は青地の両端に白・赤・白の縞模様が入り、左肩から掛け下げる。
要約すれば：
- 大十字星章付き頸飾 - 正章を下げた頸飾を首に掛け、左胸に星章を付ける。
- 大十字章 - 左肩から下げた綬に正章を付け、左胸に星章を付ける。
- 星章付き大騎士十字章 - 首から下げた綬に正章を付け、左胸に星章を付ける。
- 大騎士十字章 - 首から下げた綬に正章を付ける。
- 騎士十字章 - 胸に下げた綬から正章を付ける。

受章者が上位の等級に昇進した場合は、下位の等級の章飾を返還しなければならない。章飾は受章者が生存中は所持できるが、その死亡時にはアイスランド政府に返還しなければならない。
| 略綬               | 略綬     | 略綬                 | 略綬         | 略綬       |
| ------------------ | -------- | -------------------- | ------------ | ---------- |
| 大十字星章付き頸飾 | 大十字章 | 星章付き大騎士十字章 | 大騎士十字章 | 騎士十字章 |

## 主な受章者

### 政治家と国家元首
- グズニ・ヨハンネソン (現アイスランド大統領)
- グズニ・アグストソン (元農業大臣)
- ヨハネス・ヨハネソン (勲章評議会の初代議長)
- オラフル・ラグナル・グリムソン (元アイスランド大統領)
- ヴィグディス・フィンボガドゥティル (元アイスランド大統領、世界初の民選女性大統領)
- レナルト・メリ (元エストニア大統領)
- ダリア・グリバウスカイテ (元リトアニア大統領)
- サウリ・ニーニスト (現フィンランド大統領)
- タルヤ・ハロネン (元フィンランド大統領)
- マルッティ・アハティサーリ (元フィンランド大統領)
- マウノ・コイヴィスト (元フィンランド大統領)
- ウルホ・ケッコネン (元フィンランド大統領)
- ユホ・クスティ・パーシキヴィ (元フィンランド大統領)
- キュオスティ・カッリオ (元フィンランド大統領)
- フランク＝ヴァルター・シュタインマイヤー (現ドイツ大統領)
- フィリップ (エディンバラ公) (1963年受賞、エリザベス2世の王室配偶者)
- エリザベス2世 (イギリスおよび英連邦王国の元女王、1963年受賞)
- ベアトリクス (オランダ女王)
- カール16世グスタフ (スウェーデン王)
- シルヴィア (スウェーデン王妃)
- ヴィクトリア (スウェーデン皇太子)
- ダニエル (ヴェステルイェートランド公)
- カール・フィリップ (ヴェルムランド公)
- ソフィア (ヴェルムランド公爵夫人)
- クリスティーナ王女、マグヌソン夫人
- アルベール2世 (元ベルギー王)
- フアン・カルロス1世 (元スペイン王)
- ソフィア (元スペイン王妃)
- エレナ・デ・ボルボン・イ・デ・グレシア (現スペイン王女)
- クリスティナ・デ・ボルボーン・イ・デ・グレシア (現スペイン王女)
- マルグレーテ2世 (元デンマーク女王)
- フレデリック10世 (デンマーク王)
- メアリー (デンマーク王妃)
- ヨアキム (デンマーク王子)
- マリー・カヴァリエ (デンマーク王女)
- ベネディクテ (デンマーク王女)
- ハーラル5世 (ノルウェー王)
- ソニア (ノルウェー女王)
- ホーコン (ノルウェー王太子)
- メッテ＝マリット (ノルウェー王太子妃)
- マッタ・ルイーセ (ノルウェー王女)
- アストリッド (ノルウェー王女)
- ジョニス・ジョンソン (カナダ上院議員、マニトバ州、2000年受賞)
- リーサ・マーカウスキー (アメリカ上院議員、アラスカ州)[4]

### アーティストと芸能人
- ビョーク (歌手、ソングライター、1997年受賞)
- ヘルガ・バックマン (俳優)
- オーロフ・パールドッティル (彫刻家、1970年受賞)
- ステヌン・トーラリンスドッティル (彫刻家)
- ウラディーミル・アシュケナージ (ピアニスト、指揮者)
- ステファン・カール・ステファンソン (俳優、歌手、2018年受賞)
- エッダ・ビヨルグヴィンズドッティル (女優、2018年受賞)
- ニーナ・デーグ・フィリップスドッティル (女優、2023年受賞)
- エアリング・ブレンダル・ベンクトソン (チェリスト)
- ブラッド・リーサウザー (作家、詩人、学者、2005年受賞)
- ヴィクター・ボーグ (Børge "Victor" Rosenbaum) (コンサート・ピアニスト、芸能人)
- ソルケル・シーグルビョルンソン (作曲家、1993年受賞)
- ジョナス・ジョナソン (作曲家、ラジオ司会者、2006年受賞)
- パル・イソルフソン (オルガン奏者、作曲家、ラジオ司会者、1940年受賞)[5]

### 学者
- ジョージ・P・L・ウォーカー (火山学者)
- アンドリュー・ウォン (文献学者)
- トールベルガー・トールヴァルセン (セメント化学者、1939年受賞)
- ウンヌル・アナ・ヴァルディマルスドッティル (アイスランド大学疫学教授、2023年受賞)
- A・R・テイラー (リーズ大学中世英語、古ノルド語、現代アイスランド研究教授、1963年受賞)
- ロリー・マックターク (リーズ大学アイスランド研究教授、2007年受賞)
- マーク・ワトソン (考古学者、犬のブリーダー、慈善活動家、1965年受賞)
- ウィリアム・ペイトン・クレランド (外科医)[6]
- アンダース・グラブ (ルンド大学臨床化学教授、アイスランドの遺伝性疾患の研究により2007年受賞)
- ジョン・リンドウ (カリフォルニア大学バークレー校の古ノルド語および民俗学名誉教授、アイスランド中世文学の分野における学術的貢献に対して2018年受賞)
- キャロル・J・クローヴァー (カリフォルニア大学バークレー校の中世研究（初期北欧）およびアメリカ映画教授)
- リー・M・ホランダー (キルケゴールの翻訳者、学者)
- シグルーン・アルナドッティル (アルフィー・アトキンスを含む数冊の本のアイスランド語への翻訳と、アイスランドの児童文化への貢献によりナイツ・クロスを授与された)

### その他
- パイク・ウォード (アイスランド漁業を開始し発展させた漁師、1936年受賞)
- ハンドボールアイスランド代表 (2008年夏季オリンピック、ハンドボール銀メダリスト)
- ヒルマール・オルン・ヒルマルソン (アサトル協会 (Ásatrúarfélagið)長官、2018年受賞)
- フリズリク・スクーラソン (コンピューター科学者、2018年受賞)
- デヴィッド・アーキッツェル (アメリカ海軍中将)
- グズムンドゥル・ケアネステッド (アイスランド沿岸警備隊司令官)
- スンナ・オラフソン・フルステナウ (アイスランドのルーツ創設者/プレス、アイスランド愛国協会、アメリカおよびカナダのINL、2017年受賞)
- オリー・ヴィグフッソン (北大西洋サーモン基金会長)
- アンナ・キッセルゴフ (コロンビア大学、2002年受賞)
- ジェームズ・L・カウフマン (第二次世界大戦時の中将)
- ウィリアム・S・キー (第二次世界大戦中の少将)
- サー・アーサー・ヤング (警察官)
- アンティ・トゥーリ (作家) ※アイスランドのサガをいくつか翻訳
- コチャ・ポポヴィッチ (YPA大佐)
- ジョン・W・ホワイト (アメリカ空軍大将、アイスランド防衛隊司令官)
- シグニー・ステファンソン・イートン (アイスランド系社交界の名士、慈善家)